# 황성관
황성관(黃成寬, 1974년 1월 15일 ~ )은 KBO 리그 전 삼성 라이온즈의 외야수이다. 은퇴 후 모교인 2002년부터 2012년까지 대구고 야구부 타격코치로 역임했고, 강릉영동대 야구부 코치를 역임했다.

## 출신학교
- 대구고등학교
- 영남대학교

## 등번호
- 0번